# 成田都市圏
成田都市圏（なりたとしけん）は、千葉県成田市を中心とする都市圏である。

## 定義
一般的な都市圏の定義については都市圏を参照。

### 「10% 都市圏」（通勤圏）
- 成田市を中心市とする都市雇用圏（10 % 通勤圏）の人口は32万8796人（2015年国勢調査基準）。
- 中心DID（人口集中地区）人口は8万812人（2015年）。

都市雇用圏（10 % 通勤圏）の変遷
| 自治体 ('80) | 1980年                   | 1990年                   | 2000年                   | 2005年                   | 2010年                 | 2015年                 | 自治体 ('15) |
| ------------ | ------------------------ | ------------------------ | ------------------------ | ------------------------ | ---------------------- | ---------------------- | ------------ |
| 成田市       | 東京 都市圏 2662万4003人 | 東京 都市圏 2995万8231人 | 東京 都市圏 3172万9844人 | 東京 都市圏 3334万0947人 | 成田 都市圏 33万7076人 | 成田 都市圏 32万8796人 | 成田市       |
| 下総町       | 東京 都市圏 2662万4003人 | 東京 都市圏 2995万8231人 | 東京 都市圏 3172万9844人 | 東京 都市圏 3334万0947人 | 成田 都市圏 33万7076人 | 成田 都市圏 32万8796人 | 成田市       |
| 大栄町       | 東京 都市圏 2662万4003人 | 東京 都市圏 2995万8231人 | 東京 都市圏 3172万9844人 | 東京 都市圏 3334万0947人 | 成田 都市圏 33万7076人 | 成田 都市圏 32万8796人 | 成田市       |
| 富里村       | 東京 都市圏 2662万4003人 | 東京 都市圏 2995万8231人 | 東京 都市圏 3172万9844人 | 東京 都市圏 3334万0947人 | 成田 都市圏 33万7076人 | 成田 都市圏 32万8796人 | 富里市       |
| 栄町         | 東京 都市圏 2662万4003人 | 東京 都市圏 2995万8231人 | 東京 都市圏 3172万9844人 | 東京 都市圏 3334万0947人 | 成田 都市圏 33万7076人 | 成田 都市圏 32万8796人 | 栄町         |
| 神崎町       | 東京 都市圏 2662万4003人 | 東京 都市圏 2995万8231人 | 東京 都市圏 3172万9844人 | 東京 都市圏 3334万0947人 | 成田 都市圏 33万7076人 | 成田 都市圏 32万8796人 | 神崎町       |
| 多古町       | -                        | 東京 都市圏 2995万8231人 | 東京 都市圏 3172万9844人 | 東京 都市圏 3334万0947人 | 成田 都市圏 33万7076人 | 成田 都市圏 32万8796人 | 多古町       |
| 芝山町       | -                        | 東京 都市圏 2995万8231人 | 東京 都市圏 3172万9844人 | 東京 都市圏 3334万0947人 | 成田 都市圏 33万7076人 | 成田 都市圏 32万8796人 | 芝山町       |
| 栗源町       | -                        | -                        | 東京 都市圏 3172万9844人 | 東京 都市圏 3334万0947人 | 成田 都市圏 33万7076人 | 成田 都市圏 32万8796人 | 香取市       |
| 酒々井町     | -                        | -                        | -                        | 東京 都市圏 3334万0947人 | 成田 都市圏 33万7076人 | 成田 都市圏 32万8796人 | 酒々井町     |
| 小見川町     | -                        | -                        | -                        | 神栖 都市圏 31万5855人   | 成田 都市圏 33万7076人 | 成田 都市圏 32万8796人 | 香取市       |
| 山田町       | -                        | -                        | -                        | -                        | 成田 都市圏 33万7076人 | 成田 都市圏 32万8796人 | 香取市       |
| 佐原市       | 佐原 都市圏 4万9200人    | 佐原 都市圏 4万9540人    | 佐原 都市圏 4万8324人    | 東京 都市圏 3334万0947人 | 成田 都市圏 33万7076人 | 成田 都市圏 32万8796人 | 香取市       |

- 1985年4月1日 - 富里村が町制施行。
- 2002年4月1日 - 富里町が市制施行。
- 2006年3月27日
  - 成田市に下総町、大栄町を編入。
  - 佐原市、小見川町、山田町、栗源町が合併し、香取市が発足。